# ザクザク千両箱R
ザクザク千両箱R（ざくざくせんりょうばこR）は、2002年に山佐から発売されたパチスロ機。

## 特徴
- ストックとモード移動式のシステムを利用して、パチンコで有名となったCR黄門ちゃま2などのように、大当たりの3分の1で確率変動（確変）に突入しあと2回の当たりが保障され、その間にまた確変で当たるとそこからまた2回保障される・・・といったシステムをパチスロで実現させた機種である。ちなみにパネルにはそれを意識して「CR」という言葉がついている。
- 内部的には2回先のモードを大当たりごとに抽選している。
- 通常時の演出はドットを利用したもので小役ナビ、ルーレットなどがある。また、ボーナスの前兆演出もある。
- バウンドストップも採用している。バウンドストップが起これば小役かボーナスである。前兆としても出現する。
- ビッグボーナスが揃うと開運ルーレットが発生し、「あたり」で止まれば確変突入である。「はずれ」で止まってもBIG終了後確変に変化する逆転パターンも存在する。
- 天井も存在するが2000ゲーム弱と深い。
- 確変中はリールが赤く染まり、専用のBGMが流れる。ボーナス解除率が10分の1以上になるのですぐに大当たりとなる。
- 確変中のレギュラーボーナスは大当たり回数には含まれない。逆にいうとレギュラーは当たっただけ得をすることになる。
- 通常時のレギュラーボーナスは大きな意味はないが、64分の1でビッグバンモードに突入する。
- 設定6だけ挙動が異なり、2分の1で確変に突入する。ただしほぼ1セット（3連チャン）で終了する。

## 機種に対する評価
発売当初は、初の確変機能搭載ということで一時注目を集めた。しかし、A400タイプでありながら、ボーナスの初当り確率が厳しく、確変突入率が1/3であったために、出玉面においては爆発性を中々アピールできず、逆に辛い印象をユーザに与える結果となった。
演出面においては、『キングパルサー』程打ち手をそそらせることができなかったが、これはスペックの波の激しさをうまく演出でカバーできなかった点が大きい。
なお、機種に「CR」という名称が表記されていたために、パチンコのCR機と同じようにあらかじめカードを購入し、そのカードでメダルを購入して遊戯するものと誤解した打ち手も存在した。

## 兄弟機
2006年に『CRすーぱー福の神』という名前で発売された。
- 詳しい内部確率は不明だが、おそらく『ザクザク千両箱R』とほぼ同じだと思われる。
- 保安通信協会（保通協）における型式名は「センリョウバコ2003」である。
- パネルには2人の萌え系の神様が描かれている。
- ゲーム性などは『ザクザク千両箱R』とまったく同一である。
- なお機種名に「CR」とついているが、CR機ではない普通のパチスロ機である。